# Mike Slemen
Michael Anthony Charles Slemen, dit Mike Slemen, né le 11 mai 1951 à Liverpool et mort le 21 juillet 2020, est un joueur britannique de rugby à XV, sélectionné en  équipe d'Angleterre au poste de trois quart aile.

## Carrière
Mike Slemen dispute son premier test match le 3 mars 1976 contre l'Irlande et le dernier contre l'Écosse, le 4 février 1984. Il joue un test match avec les Lions britanniques en 1980 contre l'Afrique du Sud.

## Palmarès
- Vainqueur du Tournoi avec un Grand Chelem en 1980.

## Statistiques

### Avec l'équipe d'Angleterre
Détail des apparitions en équipe d’Angleterre de Mike Slemen :
- 31 sélections (et six non officielles) se ventilant en quinze victoires, quatorze défaites et deux nuls.
- 32 points (8 essais).
- Sélections par année : 2 en 1976, 4 en 1977, 5 en 1978, 5 en 1979, 4 en 1980, 4 en 1981, 5 en 1982, 1 en 1983, 1 en 1984.
- Huit Tournois des Cinq Nations disputés : 1976 (Cuillère de bois), 1977, 1978, 1979, 1980 (Grand Chelem), 1981, 1982 et 1984.

Ces huit Tournois représentent 27 matches (treize victoires, douze défaites et deux nuls).
- Quatre tests face à des équipes de l'hémisphère Sud en tournée d'automne : deux défaites et une victoire face aux All Blacks, une victoire devant les Wallabies.

### Avec les Lions britanniques
- Une sélection
- Sélections par année : 1 en 1980 ( Afrique du Sud).
- La tournée des Lions s'est soldée par une série remportée (3-1) par les Springboks.